# Ischnocnema parva
Ischnocnema parva es una especie de anfibio anuro de la familia Brachycephalidae.

## Distribución geográfica
Esta especie es endémica de Brasil. Habita hasta los 800 m de altitud en los estados de Espirito Santo, Minas Gerais, Río de Janeiro y Sao Paulo.

## Taxonomía
Para la especie Eleutherodactylus parvus Barbour & Shreve, 1937 nec Girard, 1853 ver Eleutherodactylus cubanus Barbour, 1942

## Publicación original
- Girard, 1853 : Descriptions of new species of reptiles, collected by the U.S. Exploring Expedition under the command of Capt. Charles Wilkes, U.S.N. Second part — Including the species of Batrachians, exotic to North America. Proceedings of the Academy of Natural Sciences of Philadelphia, vol. 6, p. 420-424[5]